# Saint-Pierre-de-Bœuf
Saint-Pierre-de-Bœuf és un municipi francès situat al departament del Loira i a la regió d'Alvèrnia-Roine-Alps. L'any 2007 tenia 1.564 habitants.

## Demografia

### Població
El 2007 la població de fet de Saint-Pierre-de-Bœuf era de 1.564 persones. Hi havia 627 famílies de les quals 192 eren unipersonals (59 homes vivint sols i 133 dones vivint soles), 188 parelles sense fills, 212 parelles amb fills i 35 famílies monoparentals amb fills.
La població ha evolucionat segons el següent gràfic:
Habitants censats

### Habitatges
El 2007 hi havia 737 habitatges, 634 eren l'habitatge principal de la família, 46 eren segones residències i 57 estaven desocupats. 564 eren cases i 173 eren apartaments. Dels 634 habitatges principals, 434 estaven ocupats pels seus propietaris, 190 estaven llogats i ocupats pels llogaters i 10 estaven cedits a títol gratuït; 7 tenien una cambra, 45 en tenien dues, 117 en tenien tres, 199 en tenien quatre i 266 en tenien cinc o més. 403 habitatges disposaven pel capbaix d'una plaça de pàrquing. A 265 habitatges hi havia un automòbil i a 291 n'hi havia dos o més.

### Piràmide de població
La piràmide de població per edats i sexe el 2009 era:
| Homes | Edats   | Dones |
| ----- | ------- | ----- |
| 4     | 95 o +  | 8     |
| 0     | 90 a 94 | 12    |
| 8     | 85 a 89 | 16    |
| 0     | 80 a 84 | 32    |
| 32    | 75 a 79 | 12    |
| 24    | 70 a 74 | 36    |
| 8     | 65 a 69 | 52    |
| 52    | 60 a 64 | 32    |
| 20    | 55 a 59 | 28    |
| 36    | 50 a 54 | 28    |
| 28    | 45 a 49 | 48    |
| 56    | 40 a 44 | 28    |
| 64    | 35 a 39 | 68    |
| 60    | 30 a 34 | 40    |
| 32    | 25 a 29 | 64    |
| 16    | 20 a 24 | 20    |
| 48    | 15 a 19 | 36    |
| 52    | 10 a 14 | 44    |
| 52    | 5 a 9   | 44    |
| 32    | 0 a 4   | 44    |

## Economia
El 2007 la població en edat de treballar era de 957 persones, 720 eren actives i 237 eren inactives. De les 720 persones actives 663 estaven ocupades (346 homes i 317 dones) i 57 estaven aturades (19 homes i 38 dones). De les 237 persones inactives 82 estaven jubilades, 76 estaven estudiant i 79 estaven classificades com a «altres inactius».

### Ingressos
El 2009 a Saint-Pierre-de-Bœuf hi havia 655 unitats fiscals que integraven 1.546 persones, la mediana anual d'ingressos fiscals per persona era de 18.668 €.

### Activitats econòmiques
Dels 85 establiments que hi havia el 2007, 4 eren d'empreses alimentàries, 8 d'empreses de fabricació d'altres productes industrials, 18 d'empreses de construcció, 21 d'empreses de comerç i reparació d'automòbils, 3 d'empreses de transport, 6 d'empreses d'hostatgeria i restauració, 1 d'una empresa d'informació i comunicació, 3 d'empreses financeres, 2 d'empreses immobiliàries, 4 d'empreses de serveis, 11 d'entitats de l'administració pública i 4 d'empreses classificades com a «altres activitats de serveis».
Dels 27 establiments de servei als particulars que hi havia el 2009, 1 era una oficina de correu, 2 oficines bancàries, 2 tallers de reparació d'automòbils i de material agrícola, 3 paletes, 3 guixaires pintors, 2 fusteries, 2 lampisteries, 2 electricistes, 2 empreses de construcció, 2 perruqueries, 5 restaurants i 1 agència immobiliària.
Dels 6 establiments comercials que hi havia el 2009, 1 era una botiga de menys de 120 m², 3 fleques, 1 una carnisseria i 1 una floristeria.
L'any 2000 a Saint-Pierre-de-Bœuf hi havia 17 explotacions agrícoles que ocupaven un total de 96 hectàrees.

## Equipaments sanitaris i escolars
El 2009 hi havia 1 hospital de tractaments de mitja durada (seguiment i rehabilitació), 1 psiquiàtric i 1 farmàcia.
El 2009 hi havia una escola elemental.

## Poblacions més properes
El següent diagrama mostra les poblacions més properes.